# Musée géologique de Chine
Le musée géologique de Chine (chinois : 中国地质博物馆) est un musée d'histoire naturelle spécialisé dans la géologie de la Chine, le plus grand musée du pays consacré à cette discipline. Le musée est situé dans le district de Xicheng à Pékin.

## Histoire
Le précurseur du musée, le hall d'exposition de produits géologiques et minéraux du Bureau d'études géologiques, ouvre en 1916.
Johan Gunnar Andersson, acteur majeur dans l'émergence de l'archéologie chinoise, est le troisième directeur du hall d'exposition. En 1940, Amadeus Grabau tente de résister passivement à l'entrée des troupes japonaises dans le bâtiment, ce qui lui vaut d'être incarcéré jusqu'à la fin de l'occupation japonaise.
Le hall d'exposition devient un musée en 1959.
De 2001 à 2004, le musée connaît une période de rénovations importantes.

## Description
Le musée géologique de Chine expose 200.000 pièces, dont de nombreux fossiles précieux : un Sinornithosaurus, un Hantungosaurus giganteus en parfait état de conservation, un homme de Pékin, un homme de Yuanmou (dents), un bloc de cinabre de 237 grammes. Le musée est divisé en cinq salles : Salle de la Terre, de la vie préhistorique, des gemmes, et des ressources territoriales.

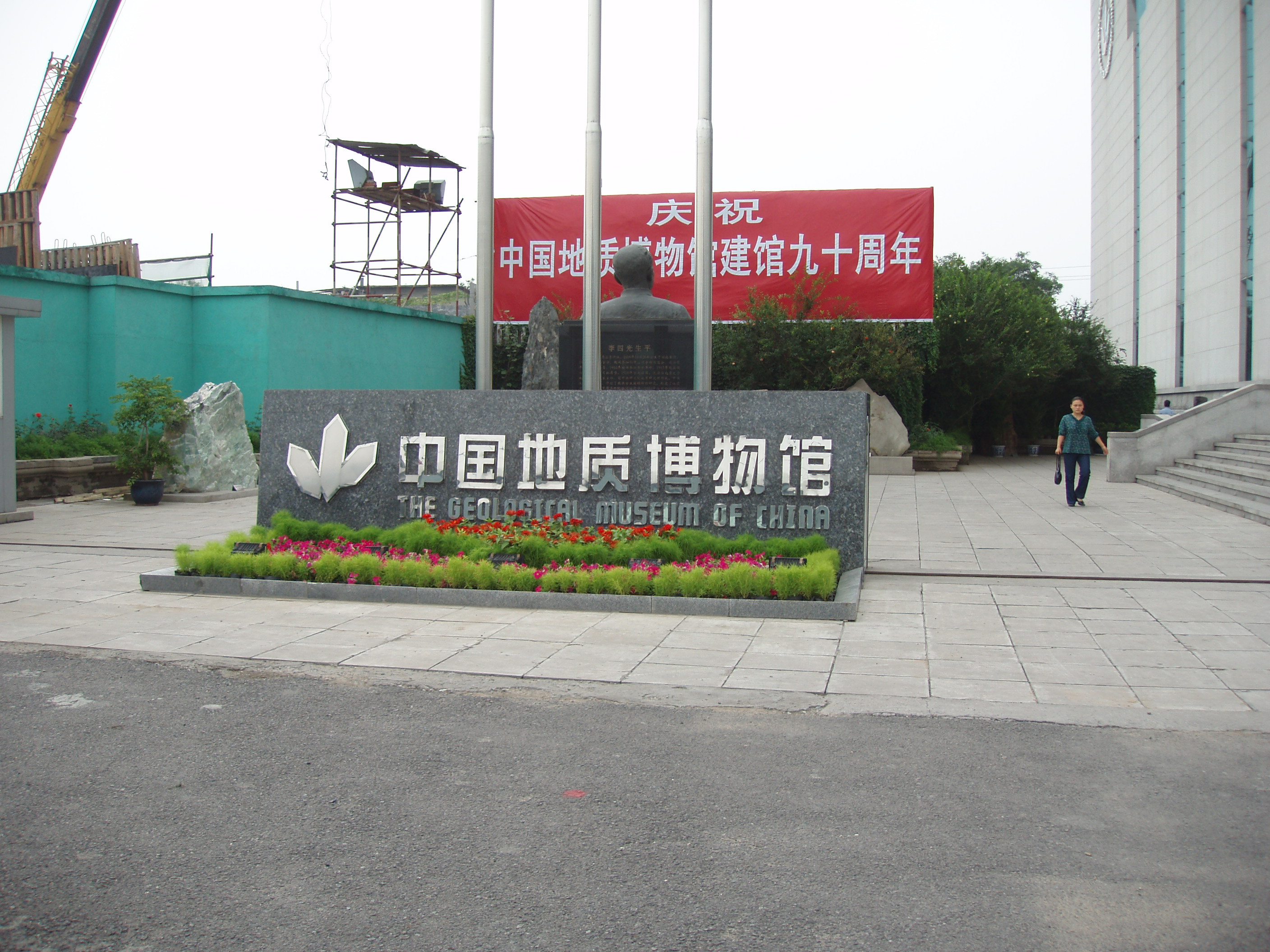
Entrée du musée.
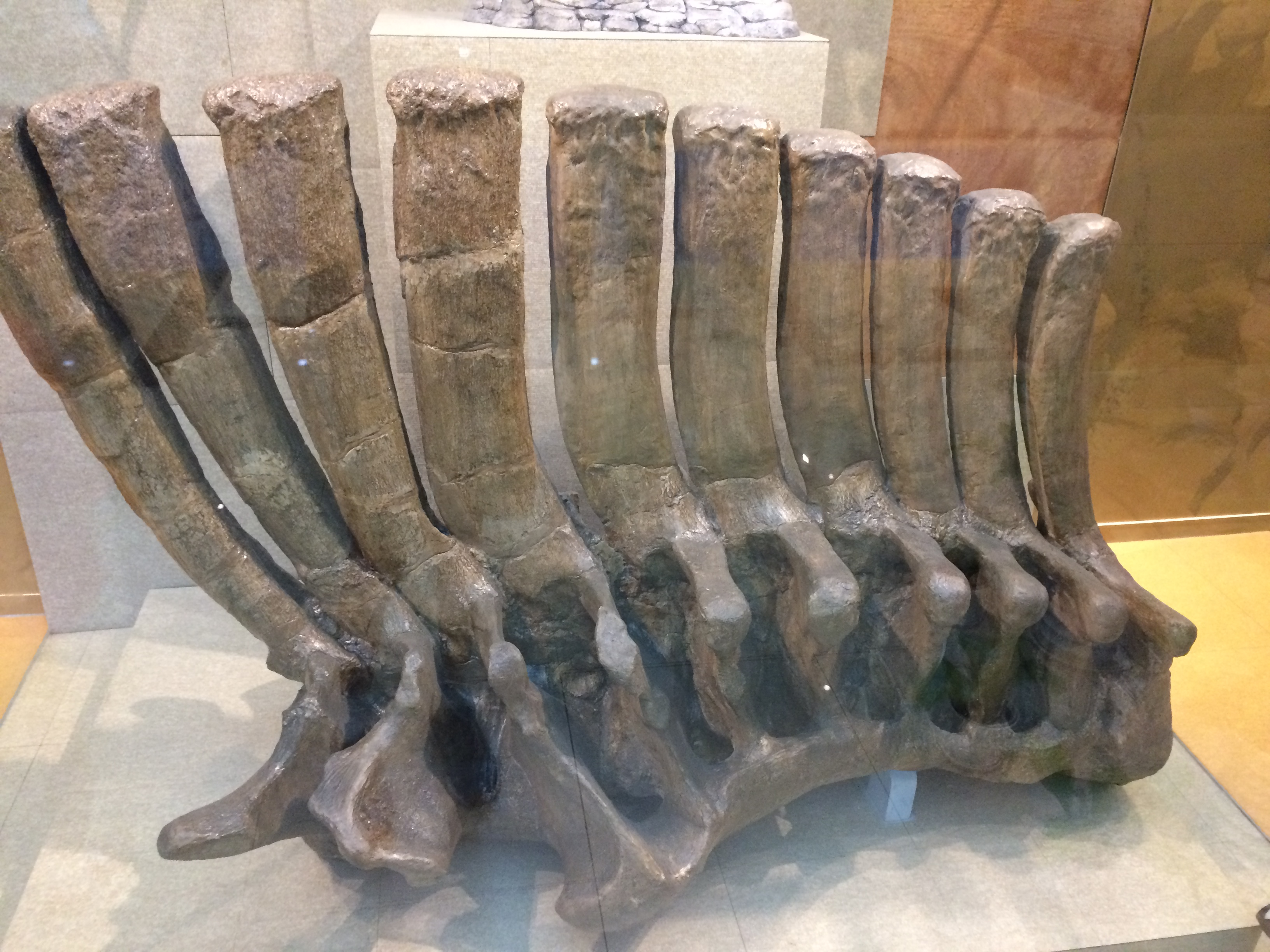
Épine dorsale d'un Shandong.
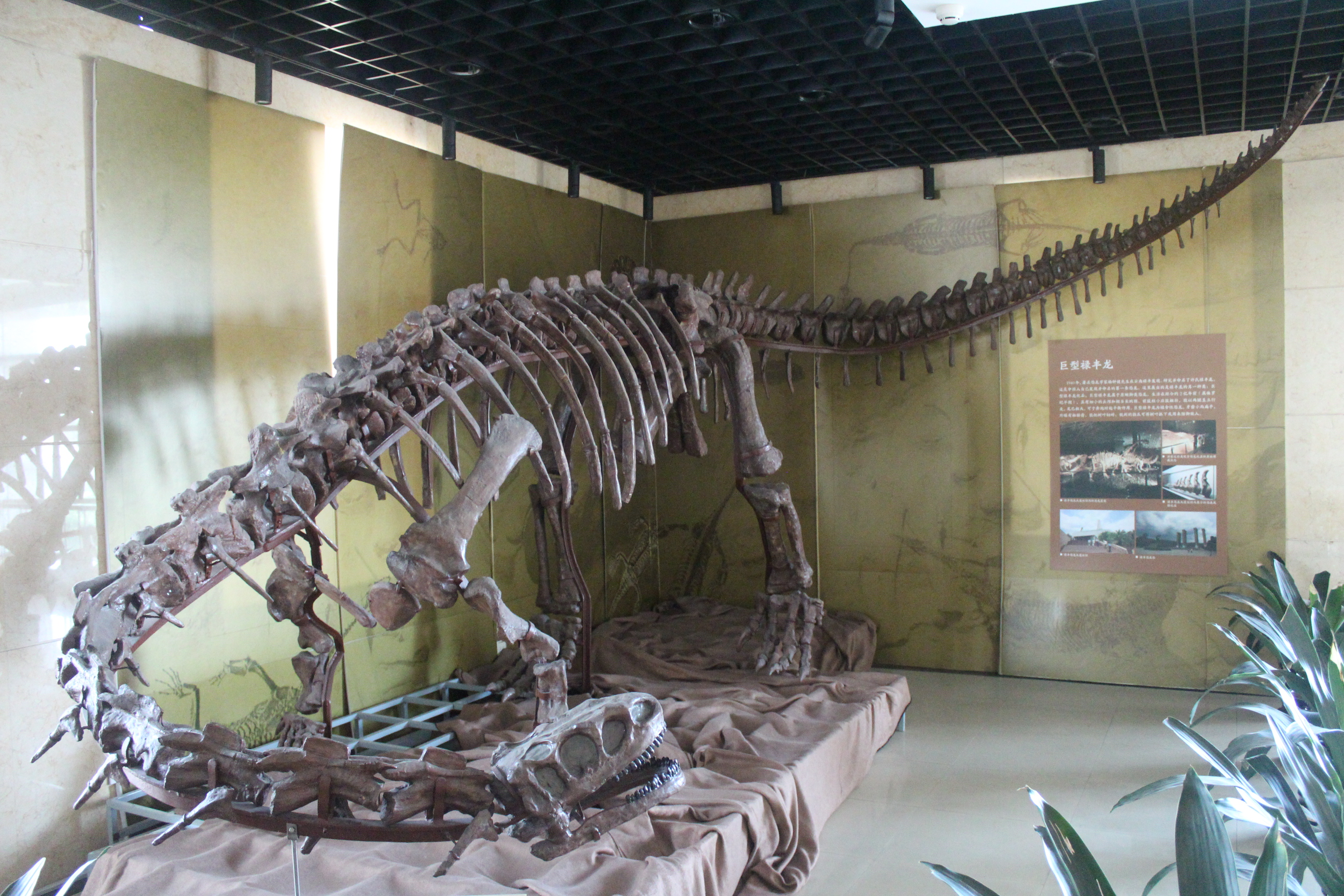
Squelette monté d'un Lufengosaurus magnus.
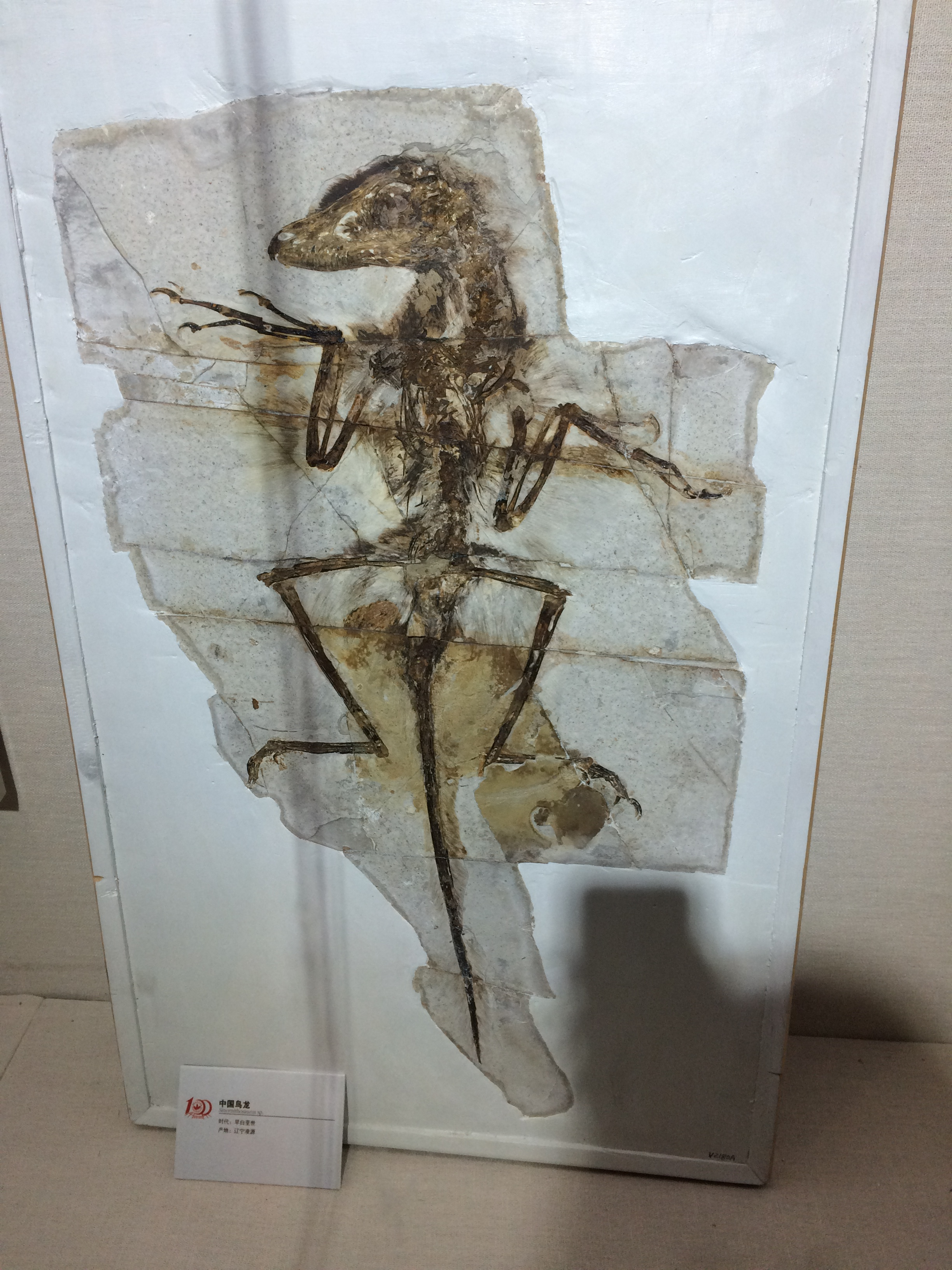
Sinornithosaurus "Dave".
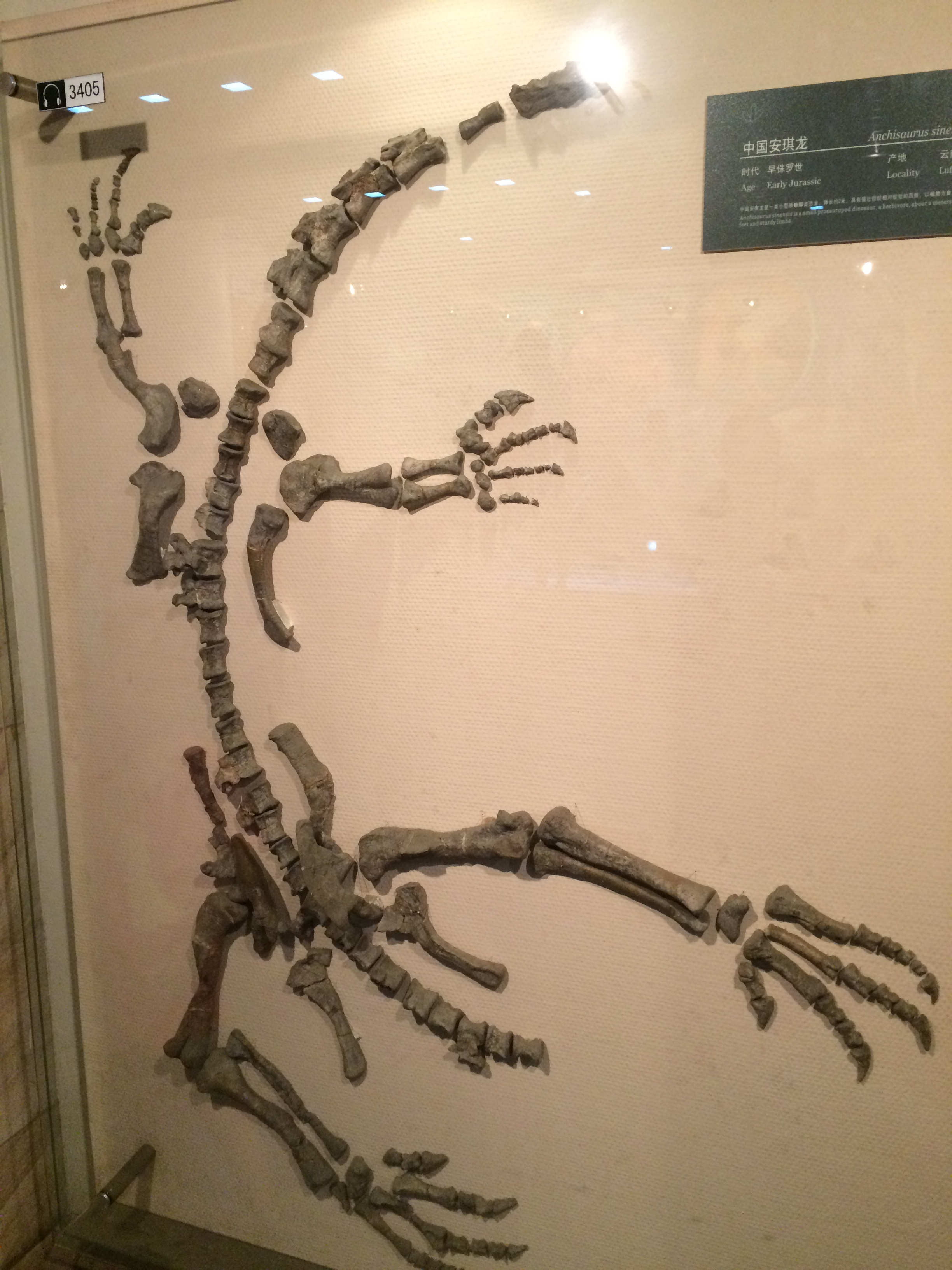
Anchisaurus.
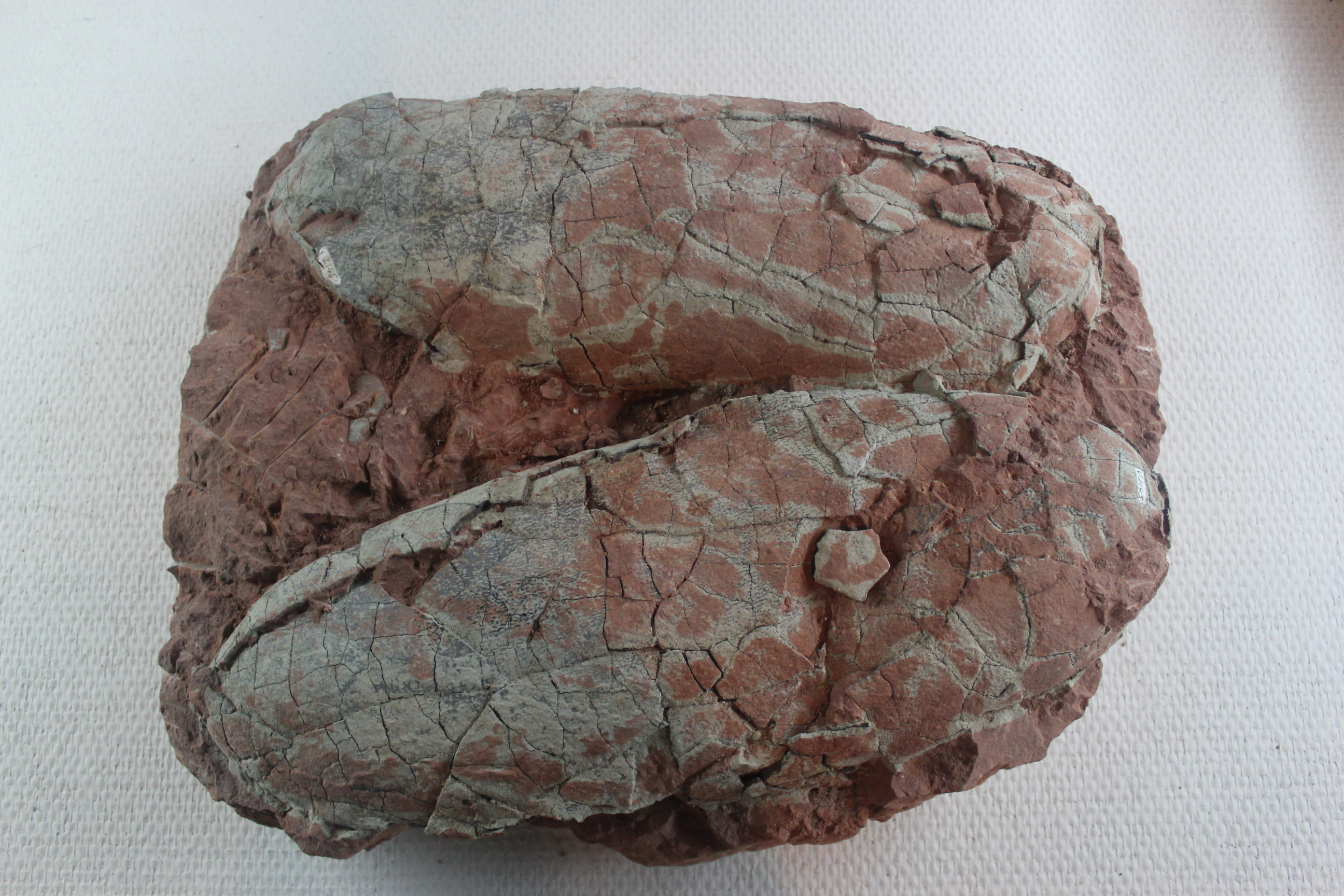
Œuf de Macroelongatoolithus.
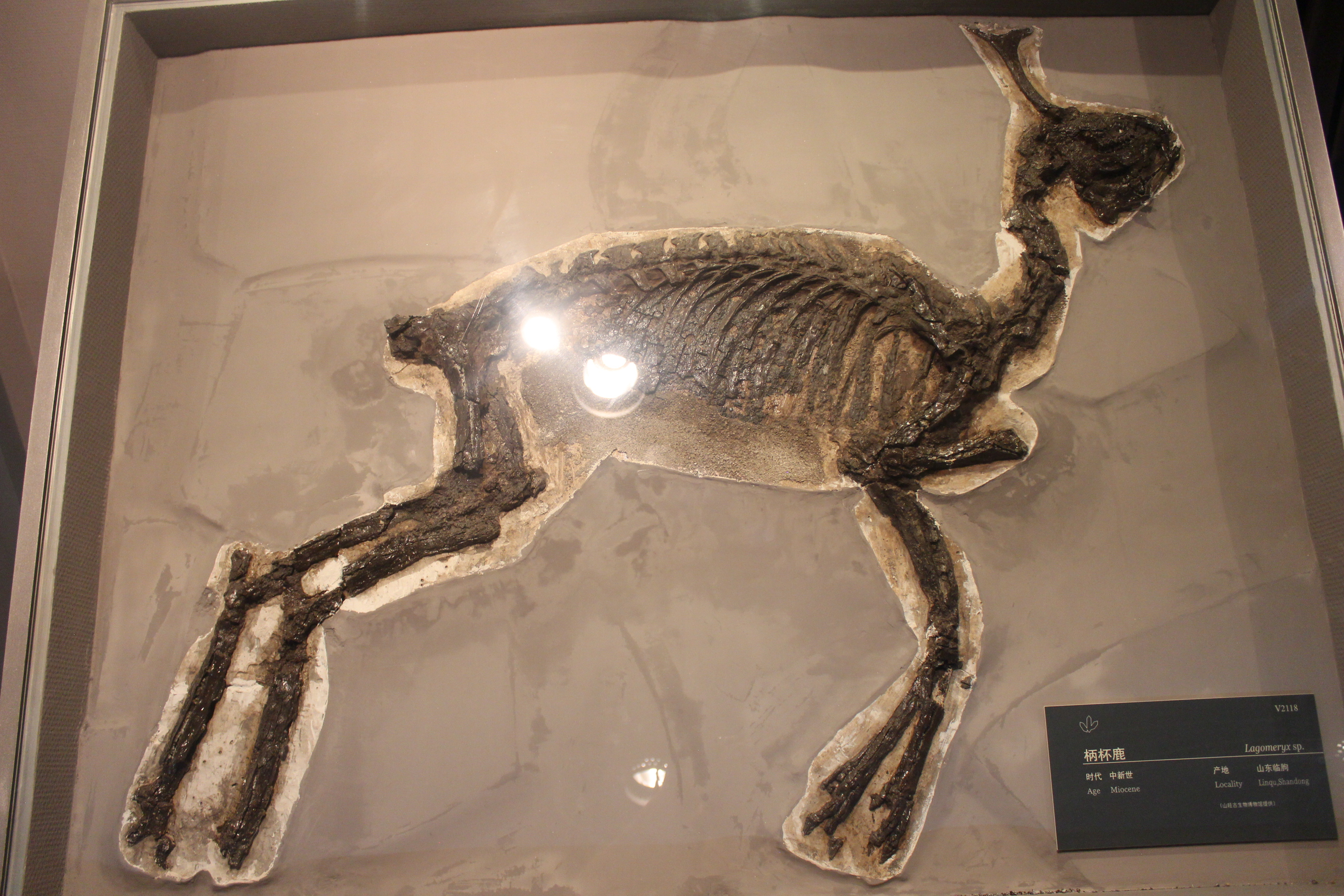
Lagomeryx.
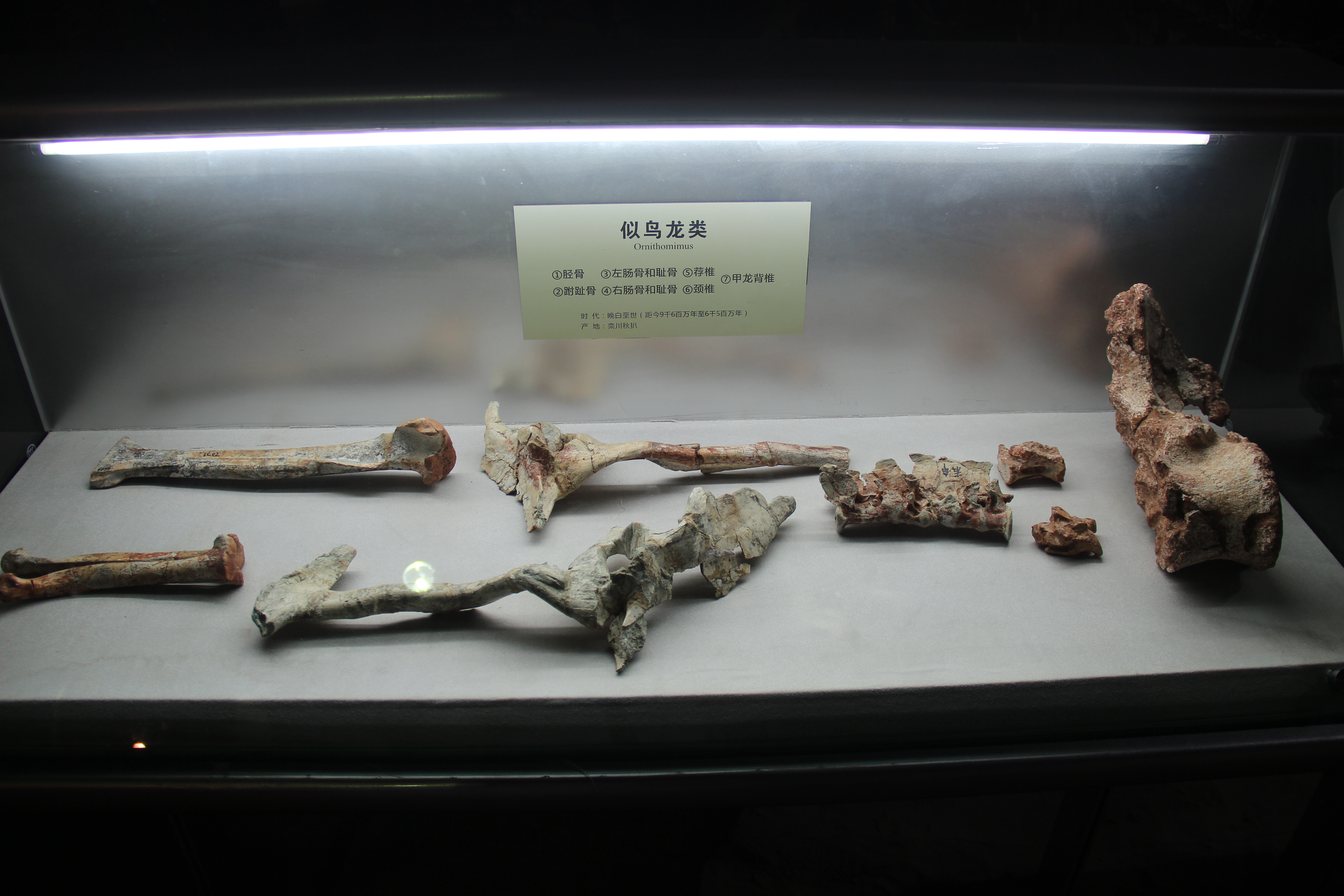
Holotype de Qiupalong.